# Paul Zoungrana
Paul Zoungrana M. Afr. (1917–2000) là một Hồng y người Burkina Faso của Giáo hội Công giáo Rôma. Ông từng đảm nhận vai trò Hồng y Đẳng Linh mục Nhà thờ S. Camillo de Lellis, Tổng giám mục đô thành Tổng giáo phận Ouagadougou trong suốt 35 năm, từ năm 1960 đến năm 1995.
Vốn là một giáo sĩ trong vai trò lãnh đạo giáo hội địa phương, trong suốt cuộc đời làm giám mục, ông chỉ từng đảm trách vai trò Tổng giám mục đô thành Ouagadougou. Tuy không được thuyên chuyển nhiều giáo phận khác nhau, nhưng Hồng y Zoungrana đảm nhận nhiều vị trí quan trong tại Hội đồng giám mục quốc gia cũng như khu vực như: Chủ tịch Hội đồng Giám mục Burkina Faso và Niger (1970–1976), Chủ tịch Liên Hội đồng Giám mục Châu Phi và Madagasca (1970–1979 và 1981–1984), Chủ tịch Liên Hội đồng Giám mục các Quốc gia Tây Phi Sử dụng Pháp ngữ (1979–1983). Ông được vinh thăng Hồng y ngày 22 tháng 2 năm 1965, bởi Giáo hoàng Phaolô VI.

## Tiểu sử
Hồng y Paul Zoungrana sinh ngày 3 tháng 9 năm 1917 tại Ouagadougou, Burkina Faso. Sau quá trình tu học dài hạn tại các cơ sở chủng viện theo quy định của Giáo luật, ngày 2 tháng 5 năm 1942, Phó tế Zoungrana, 26 tuổi, tiến đến việc được truyền chức linh mục. Tân linh mục là thành viên linh mục đoàn Dòng Truyền giáo Phi Châu (dòng các linh mục trắng), viết tắt là M, Afr.
Sau 18 năm thi hành các công việc mục vụ với thẩm quyền và cương vị của một linh mục, ngày 5 tháng 4 năm 1960, Tòa Thánh loan tin Giáo hoàng đã quyết định tuyển chọn linh mục Paul Zoungrana, 43 tuổi, gia nhập Giám mục đoàn Công giáo Hoàn vũ, với vị trí được bổ nhiệm là Tổng giám mục đô thành Tổng giáo phận Ouagadougou. Lễ tấn phong cho vị giám mục tân cử được tổ chức sau đó vào ngày 8 tháng 5 cùng năm, với phần nghi thức chính yếu được cử hành cách trọng thể bởi 3 giáo sĩ cấp cao, gồm chủ phong là đương kim giáo hoàng Giáo hoàng Gioan XXIII; hai vị giáo sĩ còn lại, với vai trò phụ phong, gồm có giám mục Napoléon-Alexandre Labrie, C.I.M., Nguyên giám mục chính tòa Giáo phận Golfe St-Laurent, Québec, Canada và Giám mục Fulton John Sheen, giám mục phụ tá Tổng giáo phận New York, bang New York, Hoa Kỳ. Tân giám mục chọn cho mình khẩu hiệu: IN CHRISTO ET IN ECCLESIA.
Bằng việc tổ chức công nghị Hồng y năm 1976 được cử hành chính thức vào ngày 22 tháng 2, Giáo hoàng Phaolô VI đưa ra quyết định vinh thăng Tổng giám mục Paul Zoungrana tước vị danh dự của Giáo hội Công giáo, Hồng y. Nhà thờ hiệu tòa được chỉ định cho ông là nhà thờ San Camillo de Lellis.
Đạt được vai trò Tổng giám mục từ khi còn rất sớm, Hồng y Zoungrana không được thuyên chuyển đến nhiều nhiệm sở khác nhau, thay vào đó, ông từng đảm nhận rất nhiều vai trò khác nhau ở các tổ chức Hội đồng Giám mục, ở quốc gia cũng như khu vực. Cụ thể, từ năm 1970 đến năm 1976, ông kiêm thêm chức danh Chủ tịch Hội đồng Giám mục Burkina Faso và Niger. Song song với chức vụ đó, ông còn kiêm chức Chủ tịch Liên Hội đồng Giám mục Châu Phi và Madagasca, và giữ chức danh này trong hai khoảng thời gian khác nhau: từ năm 1970 đến năm 1979 và từ năm 1981 đến năm 1984. Ngoài ra, ông còn đảm trách vai trò Chủ tịch Liên Hội đồng Giám mục các Quốc gia Tây Phi Sử dụng Pháp ngữ trong 4 năm, từ năm 1979 đến năm 1983.
Ngày 10 tháng 6 năm 1995, Tòa Thánh chấp thuận đơn hồi hưu của ông, vì lý do tuổi tác, theo Giáo luật. Ông qua đời ngày 4 tháng 6 năm 2000, thọ 83 tuổi.